# Nora Neset Gjøen
Nora Neset Gjøen-Gjøsæter (Bergen, 1992. február 20. –) norvég női labdarúgó. A Sandviken kapusa.

## Pályafutása
Sotrában az IL Øygard csapatánál már 6 évesen részt vett edzéseken, 15 éves korában pedig az U17-es válogatottban Izrael ellen kapott gól nélkül hozta le a fölényes norvég győzelemmel végződő első meccsét nemzeti színekben. Néhány nappal később a német tizenegy azonban dominált hazája ellen. Még ebben az évben saját korosztályában is pályára lépett.
Karrierjét beárnyékolta a 2007 szilveszterében házukban történt tűzeset, ahol Nora a harmadik emeleti ablakából hét méter magasból ugrott ki. Az esetet egy törött csigolyával megúszta és akaratának, kitartásának köszönhetően 2008 októberében újra a pályán találta magát.

### Klubcsapatokban
Felépülése után az Arna-Bjørnar érintésével került a Lillestrømhöz, ahol 29 meccsen védte az LSK kapuját.
2012-ben a Sandvikennél töltött idénye alatt, kihasználta a nyári szünet lehetőségeit és az Egyesült Államokban részt vett a Floridai Egyetem nyári szemeszterén, mellette pedig a Florida Gators színeiben hat meccset abszolvált.
Hazatérése után a Kolbotnnál 8 alkalommal játszott, majd visszatért korábbi együtteséhez a Lillestrømhöz, akikkel két bajnoki címet és két kupagyőzelmet is begyűjtött.
2017-től a Sandviken első számú kapusa.

### A válogatottban
A 2013-as Algarve-kupa Svédország elleni bronzmérkőzésén a 79. percben Ingrid Hjelmseth cseréjeként léphetett első alkalommal pályára a felnőtt csapatban.
Tagja volt a 2013-as Európa-bajnokságon ezüstérmet szerzett keretnek.

## Sikerei

### Klubcsapatokban
Norvég bajnok (2):
- Lillestrøm SK (2): 2014, 2015

 Norvég kupagyőztes (2):
- Lillestrøm SK (2): 2014, 2015

### A válogatottban
Norvégia
- Európa-bajnoki ezüstérmes (1): 2013
- Algarve-kupa bronzérmes: 2013

## Magánélete
A labdarúgás mellett korábbi iskolájában, az oslói Kuben Középiskola természettudomány- és történelem szakos tanáraként dolgozott 2015-ben.
2019. július 20-án házasodott össze párjával Marte Gjøsæterrel